# Kleinskt tal
Inom matematiken är ett Kleinskt heltal ett komplext tal av formen {\displaystyle m+n{\frac {1+{\sqrt {-7}}}{2}}} med m och n rationella heltal. De är uppkallade efter Felix Klein.
Kleinska heltalen bildar en ring känd som Kleinska ringen, och är ringen av heltal av imaginära kvadratiska kroppen {\displaystyle \mathbb {Q} (-7)}. Denna ring är en EF-ring.